# Vasile Celmare
Vasile Celmare (n. 10 mai 1931, Breaza de Sus, județul Prahova - d. 1 iunie 2019, București) a fost un pictor român, fost profesor la Catedra de artă monumentală a Institutului de Arte Plastice „Nicolae Grigorescu” din București.
Tatăl său a fost mecanic la Căile Ferate, acest fapt permițându-i să aibă gratuitate atât la călătoriile cu trenul, cât și la liceu și la internat. Beneficiind de aceste gratuități, a urmat liceul Aurel Vlaicu din București între 1943 și 1951. În 1951 a fost admis la Institutul de Arte Plastice din București, unde i-a avut profesori pe Rudolf Schweitzer-Cumpăna, Adina Paula Moscu, Ion Marsic.
În anul IV, împreună cu mai mulți colegi, a înființat cenaclul "Ștefan Luchian". În felul acesta au beneficiat de materiale gratuite de lucru, având în același timp posibilitatea să expună în galeriile bucureștene. Alături de Vasile Celmare, printre membrii cenaclului s-au aflat Ion Nicodim, Constantin Piliuță, Vasile Drăguț, Ion Bitzan, Virgil Almășanu, Blendea.
Vasile Celmare este unul dintre marii inovatori în plastica românească a secolului XX, având la activ un important număr de expoziții naționale și internaționale, de grup și individuale. A fost profesor la catedra de artă monumentală a Institutului „Nicolae Grigorescu“ din București, unde a ocupat și funcția de prodecan.
Vasile Celmare a realizat, în anii ‘80, mai multe mozaicuri pe fațadele unor instituții moderne din București, Buzău, Ploiești sau Adamclisi. La Buzău a realizat mozaicul de pe clădirea întreprinderii Contactoare, care a fost montat în iarna anului 1985. Lucrarea de artă monumentală „Artele”, lucrată în mozaic și amplasată din anul 1962 în incinta restaurantului „Central" din stațiunea Mamaia, îi are coautori pe artiștii plastici Vasile Celmare, Ion Bitzan, Ion Pacea și Emil Aniței..

## Ilustrație de carte
- Ion Creangă, Moș Ion Roată și unirea, 24 pagini, cu ilustrații de Vasile Celmare, Editura Ion Creangă, 1984

## Premii și distincții
- 1965 – Medalie De Argint la Târgul Internațional al Cărții de la Leipzig
- 1966 – Premiul pentru Artă Monumentală al Ministerului Învățământului
- 1968 – Ordinul „Meritul Cultural” clasa a III-a „pentru activitate deosebită în domeniul artelor plastice”[6]
- 1980 – Premiul Ion Andreescu al Academiei Române